# Carlton (Minnesota)
Carlton város az USA Minnesota államában. Lakosainak száma 948 fő (2020. április 1.).

## Népesség
A település népességének változása:

| 2010 | 862 |
| 2020 | 948 |